# Guangrong
Guangrong (kinesiska: 光荣, 光荣乡) är en socken i Kina. Den ligger i provinsen Heilongjiang, i den nordöstra delen av landet, omkring 180 kilometer norr om provinshuvudstaden Harbin. Antalet invånare är 17 004. Befolkningen består av 8 170 kvinnor och 8 834 män. Barn under 15 år utgör 14,0 %, vuxna 15-64 år 80 %, och äldre över 65 år 5,0 %.
Runt Guangrong är det ganska tätbefolkat, med 149 invånare per kvadratkilometer. Närmaste större samhälle är Yongxing, 19,3 km väster om Guangrong. Trakten runt Guangrong består till största delen av jordbruksmark.
Genomsnittlig årsnederbörd är 893 millimeter. Den regnigaste månaden är juli, med i genomsnitt 282 mm nederbörd, och den torraste är januari, med 6 mm nederbörd.